# Kinga Czigány
Kinga Czigány (Győr, 17 februari 1972) is een Hongaars kanovaarster.

## Carrière
Czigány nam in 1992 deel aan de Olympische Spelen waar ze goud won in de K4 500m samen met het Hongaarse team. Vier jaar later nam ze opnieuw deel aan de K4 500m maar werd ze pas negende.
Zij won drie zilveren medailles op de wereldkampioenschappen en tweemaal brons.

## Belangrijkste resultaten

### Olympische Zomerspelen
| Editie | Plaats    | Resultaten |
| ------ | --------- | ---------- |
| 1992   | Barcelona | K4 500m    |
| 1996   | Atlanta   | 9e K4 500m |

### Wereldkampioenschappen vlakwater
| Jaar | Plaats      | Resultaten        |
| ---- | ----------- | ----------------- |
| 1993 | Kopenhagen  | K2 500m · K4 500m |
| 1994 | Mexico-Stad | K2 500m · K4 500m |
| 1995 | Duisburg    | K4 500m           |

1984: Agafia Constantin & Nastasia Ionescu & Tecla Marinescu & Maria Ştefan ·
1988: Anke Nothnagel & Ramona Portwich & Birgit Schmidt-Fischer & Heike Singer ·
1992: Kinga Czigány & Éva Dónusz & Rita Kőbán & Erika Mészáros ·
1996: Birgit Fischer & Manuela Mucke & Ramona Portwich & Anett Schuck ·
2000: Birgit Fischer & Manuela Mucke & Anett Schuck & Katrin Wagner-Augustin ·
2004: Birgit Fischer & Carolin Leonhardt & Maike Nollen & Katrin Wagner-Augustin ·
2008: Fanny Fischer & Nicole Reinhardt & Katrin Wagner-Augustin & Conny Waßmuth ·
2012: Krisztina Fazekas & Katalin Kovács & Danuta Kozák & Gabriella Szabó ·
2016: Tamara Csipes & Krisztina Fazekas-Zur & Danuta Kozák & Gabriella Szabó ·
2020: Kozák & Csipes & Kárász & Bodonyi ·
2024: Carrington & Hoskin & Brett & Vaughan